# トラク
トラク（Torak）は、デイヴィッド・エディングスのファンタジー小説『ベルガリアード物語』および、その前日譚となる『魔術師ベルガラス』、『女魔術師ポルガラ』に登場する架空の神である。すべての作品において、主人公たちの最大の敵として登場する。

## 概略
『隻眼の邪神』、『アンガラクの竜神』と呼ばれ、長い間人々から怖れられた神である。父はウル（UL）、母は世界。兄弟にアルダー（Aldur） 、ベラー（Belar）、チャルダン（Chaldan）、イサ（Issa）、ネドラ（Nedra）、マラ（Mara）がいる。特徴としては、
- アンガラク人（マーゴ人、タール人、ナドラク人、マロリー人）の神である。
- 現在（=『ベルガリアード物語』）まで、唯一肉体を持って地上に降臨している神であり、唯一人間の手で殺された神でもある（他の神は精神体で生き続けている）。
- とある事件で、左半身（とくに顔と腕）を火傷で激しく損傷した。その傷は今も癒えない。
- 本来は、艶やかな黒髪を持つ美しい顔をした神であった。が、火傷を負ってからは生ける鋼の仮面を常に着けている。
- 神々はシンボルとなる獣を持っているが、彼の場合は竜である。
- 武器は巨大な黒い剣クスゥレク・ゴル（Cthrek Goru）である。
- ゼダー（Zedar）、クトゥーチク（Ctuchik）、ウルヴォン（Urvon）の3人の弟子を持つ。
- 彼の意識の中には《闇の予言》が常に存在している。しかし、本人がその存在に気づいているかどうかは定かではない。
- 自身のための祭祀階級（グロリム）をもうけている。グロリムの宗教行為の中心にあるのは、彼のための祈りと、彼のために捕らえられた人々を祭壇に乗せて心臓を取り出した後、火で焼くというもの（＝人身御供）である。

である。『ベルガリアード物語』までは、ほとんどのケースで《闇の子》として『予言』に登場している。

## 性格
ひねくれ者で礼儀知らず、かつ傲慢で自己中心的な神であり、己を『至高の存在』だと信じてやまない神である。これは、自らを『主の中の主』、『王の中の王』と呼んでいることからもわかる。
常に自分の行動を正当化する節があり、兄弟（とくに長兄アルダー）を非難する傾向が強い。また、とある事件の影響で、アルダーが創りだした《アルダーの珠》を《クトラグ・ヤスカ》と呼んで心底憎んでいる。彼にとって《クトラグ・ヤスカ》とは、あくまでも『己の目的を妨げ、己を支配する、邪悪な力を持った石』であり、『目的達成のための手段』なのである。
ほかの兄弟神たちと戦争を繰り広げたことがあるが、軍事に長けた聡明な神とは言いがたい。様々な指示をアンガラク軍に出したことがあったが、そのほとんどが間違いであった。己を『至高の存在』と信じてやまないため自己啓発や学習や研究など不要のものと考えていた可能性が高い。また長年、自身の都や神殿で暮らしてきたため、他者との接触が非常に少なく、世間（とくに己の民であるアンガラク人の感情）に疎い。
彼の関心を引くものは、常に野心と欲望に基づいたものだったので、人間が抱く雑多な無秩序や背反した欲望を理解することができなかった。とどのつまり、慈悲や恋愛といった感情と、それがなせる業を知らなかったのであろう。
そんな彼だからこそ、己への服従という形でなければ愛を手に入れることはできない。気に入った者を己の強固な意志でねじ伏せ、己の満足のいくままに操る――これこそが彼の欲する愛なのであり、心の底から渇望するものなのである。

## 生涯

### 先史時代
暗視によって2つの運命（＝光の運命と闇の運命）の存在と衝突を知ったトラクは、他の兄弟たちに呼びかけて、月と太陽とこの世を創造した。この世を森や草木で満たし、すでに存在していた空と大地と水を満たすために鳥や魚を創り、世に放った。が、（トラク曰く）父であるウルは彼らの創造物を認めようとはしなかった。悲嘆に暮れる中、今度は兄弟たちとともに、彼らの意志を実行するための『手先』として人間を創り上げ、人間たちに自分の神を選ばせた。その中で、長兄の梟神アルダーだけは唯一民を持たない神となった。
トラクの民は自らのことをアンガラク人と呼び、彼はそんな民たちを、今となっては存在しない地・コリムへ連れて行った。そして、己の暗視の内容を民に告げ、己のための祈りと生贄を要求した。やがてアンガラク人は他の兄弟神の民ともども繁栄していくことになる。

### アルダーの珠（＝クトラグ・ヤスカ）の誕生から世界分裂まで
アルダーはある日、傍らにあった石を転がしていた。すると、それは生命と宿命と力を秘めた青い石になった。これが《アルダーの珠》である。アルダーが自分を妬み、恨んでいると錯覚したトラクは、その石を《クトラグ・ヤスカ》と呼び、アルダーが己を支配する手段として用いようとしていると考えるようになった。
ある日、トラクは数人の弟子とともに住むアルダーの塔へおもむき、兄に呪われた石《クトラグ・ヤスカ》の力を無効化するよう「懇願した」（トラク談）。が、アルダーが頑として聞き入れなかったため、「心からの愛情と、幻視によって知った邪悪な道に兄が引き込まれるのを防ぐため」、アルダーを殴って《珠》を強奪した。彼は持てる力を注いで《珠》の力を押さえ込んだ。
ルダーと他の兄弟神たちは《珠》を返すよう命じた。しかし、トラクがこれを拒んだため、人間たちを巻き込んだ戦争が始まることになった。そこでトラクは自身の民が傷つき倒れることを、この争いが災厄にしかならないことを悟り、《珠》を高々と天にかかげた。すると、それまでひとつだった大地が真っ二つに引き裂かれ、そのすき間に海水が流れ込んだ。こうして大地は東と西に別れ、アンガラク人と他の民族も分け隔てられることになった。
しかし、トラクの暴挙に怒りをあらわにした《珠》はたちまち激しい炎につつまれ、《珠》を持っていた左腕と《珠》を見つめていた左目を焼いた。結果、彼の片腕と顔の半分は焼けただれ、眼球を失った眼窩の奥では炎が消えることなく燃え続けた。神の身体は完全であるため傷を癒すことができない。よって、彼はこれ以降、絶え間なく続く苦痛とその美貌を失った屈辱に苦しめられることになり、焼けただれた顔を生ける鋼の仮面で覆うこととなる。

### 世界分裂からクトラグ・ヤスカ強奪まで
こうして大陸が東と西に分けられたせいで、戦争は終結せざるをえなくなった。が、《珠》（＝クトラグ・ヤスカ）をトラクの手から取り返す試みは、彼の兄弟の手先たちの間で行われていた。
やがてトラクはアンガラク人を東の大陸の北東部にあるマロリーの平原に移し、巨大な都市を造らせた。都市の名はクトル・ミシュラク。彼はそこに建てた鉄の塔に居を構え、都の上空を、未来永劫動かない紫色の分厚い雲で覆った（のちに、クトル・ミシュラクは『終わりなき夜の都』と呼ばれるようになる）。鉄の塔に住むトラクは、鋳造させた鉄の箱に《珠》を封じ込め、邪悪な彼に向けられた敵意と呪いを解こうと懸命に努力した。膨大な魔法や力の言葉を注ぎ込んで――だが、《珠》は彼が近づくたびに炎を発し、彼を威嚇し続けた。
2000年以上経った頃、末弟の熊神ベラーが自身の民アローン人に《珠》を取り返すよう神託を出した。そして、長兄アルダーは一番弟子の魔術師ベルガラス（Belgarath）に、アローン人の補佐をするよう告げた。アローン人の王《熊の背》チェレク（Cherek Bear-shoulders）と彼の3人の息子（《猪首》ドラス（Dras Bull-Neck）、《俊足》アルガー（Algar Fleet-foot）、《鉄拳》リヴァ（Riva Iron-Grip））はベルガラスとともにクトル・ミシュラクに渡り、《珠》を捜し求めた。そして、鉄の塔に忍び込み、《珠》を封じ込めた鉄の箱を見つけた。彼らの中で《珠》を掲げ持つことのできる唯一の人間は、邪心や悪心とは最も無縁で純粋な心を持った《鉄拳》リヴァただひとりだった。《珠》を持って逃走するアローンの王族と長兄の弟子の行為に激怒したトラクは、兵を率いて彼らを追った。が、リヴァが《珠》を高く掲げた瞬間、炎がトラクたちに襲いかかった。《珠》の発する炎の前になす術もなく、トラクはアローン人の王たちによって《珠》が西へ渡るのを見送らざるをえなかった。

### クトラグ・ヤスカ強奪からリヴァ王族暗殺事件まで
その後、トラクはクトル・ミシュラクを破壊し、アンガラク人を4つの部族に分けた。警護のためにナドラク人を西方大陸の北に置き、タール人を西方大陸の中央に置いた。そして、アンガラク人のなかで最も勇敢なマーゴ人を西方大陸の南に配置した。残った民たちはマロリー人として、トラクに仕え、西方大陸との戦いに備えるべく東方大陸に住まうようになった。
そして、民たちの上に君臨する祭祀階級としてグロリムを置いた。トラクはグロリムに魔術や妖術を教え、民たちの献身の度合いを監視させることにしたのだ。そして、常に生贄を絶やさぬよう、グロリムに指示した。これ以降、グロリムともどもトラクは『愛すべき神』ではなく『恐るべき神』として民の上に君臨するようになる。
一方、魔術師ベルガラスはアローン人の王チェレクに、アロリアを4つの国に分割するよう提案し、末息子の《鉄拳》リヴァとその一族が未来永劫《珠》を護る者とすることを定めた。こうしてリヴァは『風の島』に向かい、城塞国家リヴァを建国した。そして、《熊の背》チェレクは海洋国家チェレクの、《猪首》ドラスは密偵国家ドラスニアの、《俊足》アルガーは遊牧国家アルガリアの祖となり、リヴァとともに《珠》を護ることとなった。また、リヴァはベラーが天から『風の島』の高い山に降らせた2つの星で剣を造り、その柄頭に《珠》を置いた。リヴァがその剣で眼前にあった岩を一刀両断にすると岩から水があふれ、川となった。その衝撃は、眠るトラクの心を不安に陥れ、目を覚まさせたほどだった。
そのとき、トラクの前に再び幻視が現れた。ベルガラスの娘である女魔術師ポルガラ（Polgara）が己の妻になる光景と、リヴァの血筋から生まれた『光の子』の存在である。この『光の子』こそトラクの運命と対峙する、もう一方の運命の手先であることを知った。トラクと『光の子』はいずれ戦い、彼らが持った2つの運命が激突するときこそ、勝者と未来の運命が決されるときであることも。しかし、どちらが勝者になるか――それは彼にもわからなかった。
それから数千年たったある日、ゼダー（Zedar）を呼んだ。ゼダーはかつて長兄アルダーの弟子『ベルゼダー（Belzedar）』であったが、今ではかつての仲間から《裏切り者》と呼ばれるようになっていた。ゼダーはトラクに仕えたい旨を申し出ると、トラクはさっそく兄弟神イサの民が住む国ニーサに向かうよう命じた。そこでゼダーは、怠惰な神イサの代わりに国を統治していた女王サルミスラ（Salmissra）に様々な提案を持ちかけ、彼女を喜ばせた。彼女はさっそくリヴァに腕利きの暗殺者たちを送り込むと、『ニーサからの使者』と名乗った暗殺者たちは、当時リヴァの国王だったゴレク（Gorek）とその一族を次々と暗殺した。
トラクの企みは上手くいったかに見えた。が、彼の妻となるはずのポルガラが父ベルガラスとともに、海に落ちたリヴァの王子ゲラン（Geran）を助けていたことは知らなかった。
こうして、《鉄拳》リヴァの血統は人知れず静かに続いていくことになる。

### リヴァ王族暗殺事件からボー・ミンブルの戦いまで
ポルガラがゲランを助けていることに気づいていなかったトラクは、《光の子》の出生について考え込んでいた。だからこそ、己の目的はいずれ達成され、西方の諸国に報復できるであろうと結論づけた。
それからおよそ800年後、トラクは『巡礼』と称し、アンガラクの軍勢を率いて大規模な侵略行為に乗り出す。世俗へ姿を現すのは、クトル・ミシュラクの鉄の塔に籠もって以来、実に4800年ぶりのことだった。彼が外に出たその瞬間、予想もしなかった日蝕が訪れ、25年にわたって雨が降り続いた。
カル＝トラク（Kal Torak、『カル』はアンガラクの言葉で「王にして神」という意味）を名乗るトラクは、今まで住んでいたカランダ七王国の一国カタコールにあるアシャバの神殿を発ち、マロリー全土を制圧した。そして、マロリーの軍勢を率いて東西の大陸をつなぐ諸島（通称：陸橋）を渡り、ナドラク人の国ガール・オグ・ナドラクの森を経由して、ドラスニアに侵攻した。かろうじて生き残ったドラスニア人は徒歩で隣国のチェレクに避難した。さらにアルガリアにも侵攻し、砦の近くまでたどり着いた。
ここで彼は手下のゼダーに「不安だ」とぼやいている。さらに、自分が全世界に君臨する君主となること、己を醜い姿にした《珠》を憎んでいること、ポルガラを妻に娶ることをゼダーに告げる。
しかし、アルガリアの砦の攻略に手間取ってしまい、数年後に砦の攻略を断念して西への進軍を開始する。さらに、トラクの弟子であるウルヴォンとクトゥーチクが率いていた軍勢が豪雪に見舞われ、進軍できなくなってしまったのだ。そして、援軍も得られないことすら知らないまま、トラクはボー・ミンブルに到着する。ボー・ミンブルは『光の予言』ムリンの予言書と『闇の予言』アシャバの神託に登場する《光と闇の対決》の地なのだ。決戦前夜、トラクはゼダーにすべての不満をぶちまける。
「ここへ来たのが遅すぎたのだ、ゼダー! あと2日はやく――1日でもよい――到着していれば、世界が我が物となっただろうに。（中略）好むと好まざるとにかかわらず、運命のめぐり合わせにより、わたしは3日目に《西方の大君主》と相対せねばならぬ。」
そして、ゼダーに翌日、日が暮れるまでにボー・ミンブルを制圧するよう指示した。
こうして、ボー・ミンブルの戦いは始まった。が、初日の戦闘は圧倒的な敗北のうちに終わる。トラクは戦いの行方に歯噛みし、戻ってきたゼダーに失望し、無関心な態度をとる。翌日、ゼダーとグロリムたちが魔術を駆使したにもかかわらず、ポルガラやベルガラスをはじめとするアルダーの弟子たちの魔術の前になす術もなく敗退する。そして、戦いは運命の3日目を迎える。
要のマロリー軍がミンブル騎士団の突撃の前になす術もなくなり、次々とゲリラ的に現れる西方諸国の軍勢の前に他のアンガラクの軍勢も次々と兵力をそがれていく。それでも外へ出るのを拒んでいたトラクだったが、リヴァ軍の先頭に立つ者が持っているのは『鉄製の普通の剣』という伝令の言葉を聞いて、ついに立ち上がる。相手が《珠》を柄頭につけた剣を振るう《西方の大君主》ではないのだから、この勝負は勝ったも同然だ――彼は鎧兜を身にまとい、巨大な黒い剣クスゥレク・ゴルを手に外に出た。《光の子》リヴァの番人ブランド（Brand）の挑発に怒り狂いながら。
ブランドのさらなる挑発を無視して、トラクは狼に変身したベルガラスに「命が惜しくば逃げろ」と告げ、さらに梟に変身したポルガラに「父を捨ててわたしのもとに来い」と求婚する。しかし、ベルガラスはおろか、ポルガラですらも『威嚇』と言う形で抵抗したため、トラクは自己不信に陥ってしまう。疑念を抱いたまま彼は剣を振り回し、ブランドとの一騎討ちに臨んだ。
ほぼ互角と思われていた戦いだったが、トラクの剣がブランドの肩を斬り付けたとき、事態は暗転する。ブランドは剣の先で何かを包んだマントを取り払った。すると、そこには《珠》を埋め込んだ楯があった。《珠》は再びトラクの顔を炎で焼き、ブランドは隙を突いて彼の左の眼窩に剣をつきたてた。そして、トラクはそのまま地面に倒れこんだ。傍目には死んだように見えた彼だが、彼は死んでなどいなかった――彼を殺せるのは、《珠》を柄頭につけた剣だけなのだから。
トラクの身体はゼダーによってクトル・ミシュラクの地下に運ばれ、リヴァ王の正当な後継者にして《光の子》ガリオンの覚醒まで長き眠りにつくこととなる。

### ボー・ミンブルの戦いからトラクの最期（＝『ベルガリアード物語』）まで
眠っている間も、トラクはクトゥーチクの部下チャンダー（Chamdar）の意識を通して、『黒い影』として、ファルドー農園で普通の少年として暮らすガリオンを幼い頃より見つめていた。その間、手下のゼダーが謎の少年エランド（Errand）を使ってリヴァから《珠》を盗み出すことに成功し、グロリムの追っ手たちがガリオンの居場所を特定しつつあった。やがてガリオンはポルガラやベルガラスらとともに《珠》を探索すべく旅立ち、仲間たちの助力を得て《珠》とエランドを奪還する。そして、魔術も使える《光の子》ベルガリオン（Belgarion）としてリヴァに戻る。
エランドが剣の柄頭に《珠》を戻し、ガリオンがそれに触れた瞬間、トラクの覚醒も始まった。《光の予言》の声に導かれ、ベルガラスとドラスニアの密偵シルク（Silk）を連れてクトル・ミシュラクを目指すベルガリオンに、トラクは精神攻撃を仕掛けてくる。彼の弱み――家、母、愛、死といった言葉――につけ込んだ囁きを心の中に響かせるだけでなく、かつての美しい自分とポルガラが手を差し伸べる幻想を見せ、
「わが息子に迎えよう」
とささやいた。そうすれば求めていた家族を手に入れることができるだろう、と。しかし、ベルガリオンは愛しい少女セ・ネドラ（Ce'Nedra）の幻影で対抗し、ラクに宣戦布告する。そして、クトル・ミシュラクの地下でポルガラやセ・ネドラたちと合流することとなる。
予言の声のせいで身動きがとれないでいるベルガリオンをよそに、トラクは突っかかってきたベルガラスを軽々と投げ飛ばし、ふたたびポルガラに求婚する。神の意志でポルガラの意志を圧倒し、彼女を恐怖に陥れる。しかし、彼女が屈服しかけたところで、ベルガリオンは彼女のために死んだ鍛冶屋ダーニク（Durnik）のイメージを送り込むと、彼女は恐怖を振り払い、トラクを拒絶した。こうして、《光と闇の対決》はようやく幕を開けた。
トラクとベルガリオンの一騎討ちは互角であった。が、不覚を取って倒れてしまったベルガリオンに、トラクは巨大な黒い剣クスゥレク・ゴルを振り上げた。トラクは叫んだ。
「わたしに従え!」「（わたしに）従わねばならぬ!」「服従するのだ!!」
しかし、ベルガリオンは拒んだ。
「おばさん（＝ポルガラ）もぼくも、おまえを愛してなどいないんだ。確かにおまえは神かもしれないが、おまえには何の価値もない。人間だろうがそれ以外のものだろうが、何ひとつとしてお前を愛するものなどいやしない」
その言葉は、トラクにダメージを与えるには十分なものであった。トラクは怒り狂い、剣を振り回して突進した。が、ベルガリオンは彼をよけることなく、剣を構えて突進していった。剣がトラクの身体に刺さった瞬間、トラクは血と涙の代わりに青い炎を流した。やがて青い炎は彼の身体全体を焼き始めた。よろめきながら、両手を天にかざして、「母上!」と叫び、遂に倒れた。これがアンガラクの竜神トラクの最期の言葉となった――。彼が死んだ瞬間、世界は一瞬、完全に光を失った。
トラクの死後、7つの光がトラクのもとに舞い降りた。それは、父神ウルと長兄アルダーをはじめとする7人の神であった。誰もが彼の死を悼み、悲しんだ。トラクは最期の最期まで父の、兄弟たちの、彼に対する愛情に気づくことがなかった。母である世界も彼の死を心底悼み、光を失ったというのに。神々はポルガラの願いを聞き入れ、ベルガリオンとエランド、それに《珠》の力を借りてダーニクを生き返らせた。そして、ウルはベルガリオンに、トラクの上に《珠》を置くよう頼む。ベルガリオンがそれを受け入れ、《珠》をトラクの上に置くと、円を描くように集まった神々の真ん中で《珠》は光り、トラクは《珠》の炎に焼かれる前の美貌を取り戻した。
《珠》に半身を焼かれてから5000年、死してようやく彼は元の美しい姿に戻ることができたのだった……。

## 没後
トラクの没後、《闇の予言》は彼の肉体から離れ、最後の決戦を迎えるべく、東方大陸の東部にあるダーシヴァ公国の女グロリム・ザンドラマス（Zandramas）に憑依した。《闇の子》として覚醒した彼女は、トラクとの戦いから数年後、《光の子》ベルガリオンの前に立ちはだかる――この戦いは『マロリオン物語』で語られることになる。
この対決を暗視で知ったトラクは『アシャバの神託』にて、ベルガリオン宛に手紙を残す。それは、《光と闇の最終対決》を必ず勝ち抜き、《闇の子》の勝利で宇宙がこれ以上混沌に陥ることのないようにせよ――という内容であった。プライドの塊であった彼が敵を応援する手紙を残すということがどれほど精神的に辛いものであったか、ベルガリオンは彼の心情を推し量りながら最終決戦に挑んだ。
《光と闇の最終対決》が終わった後、ベルガリオンに常に語りかけていた《予言の声》はトラクの正体を彼に教える。それは、トラクがもし生きているならば絶対聞きたくないものであったに違いない。